# Brénod
Brénod es una comuna francesa situada en el departamento de Ain, de la región de Auvernia-Ródano-Alpes.
Los habitantes se llaman Brénodiens y Brénodiennes o Berniolans y Berniolanes.

## Geografía
Está ubicada en la región de Bugey, a 32 km al sureste de Bourg-en-Bresse.

## Ayuntamiento
El consejo municipal está formado por 15 concejales, elegidos por sufragio universal cada seis años. Desde 2020, el alcalde es Étienne Ravot.

## Demografía
| 602 | 528 | 509 | 524 | 436 | 431 | 385 | 427 | 523 | 550 | 500 |
| Para los censos de 1962 a 1999 la población legal corresponde a la población sin duplicidades (Fuente: INSEE [Consultar]) |     |     |     |     |     |     |     |     |     |     |